# MacArthur (Virginia Occidental)
MacArthur es un lugar designado por el censo ubicado en el condado de Raleigh en el estado estadounidense de Virginia Occidental. En el Censo de 2010 tenía una población de 1500 habitantes y una densidad poblacional de 193,18 personas por km².

## Geografía
MacArthur se encuentra ubicado en las coordenadas 37°44′52″N 81°12′8″O / 37.74778, -81.20222. Según la Oficina del Censo de los Estados Unidos, MacArthur tiene una superficie total de 7.76 km², de la cual 7.72 km² corresponden a tierra firme y (0.53%) 0.04 km² es agua.

## Demografía
Según el censo de 2010, había 1500 personas residiendo en MacArthur. La densidad de población era de 193,18 hab./km². De los 1500 habitantes, MacArthur estaba compuesto por el 97.33% blancos, el 0.67% eran afroamericanos, el 0% eran amerindios, el 0.27% eran asiáticos, el 0.07% eran isleños del Pacífico, el 0.2% eran de otras razas y el 1.47% pertenecían a dos o más razas. Del total de la población el 0.47% eran hispanos o latinos de cualquier raza.